# Dili Barat
| \| Dili Barat \| |
| Dili Barat       |
| Dili Barat       |

| Dili Barat |

Dili Barat (deutsch West-Dili) war ein Kecamatan der osttimoresischen Hauptstadt Dili, während der indonesischen Besatzungszeit. Nach Abzug der Indonesier wurde er zunächst in einen Subdistrikt umbenannt.

## Geschichte
Am Ende der portugiesischen Kolonialzeit war der Kreis (portugiesisch Conselho) Dili in die Postos Dili, Atauro und Metinaro aufgeteilt. Nach der Besetzung durch die Indonesier 1975 wurden die Verwaltungsbezeichnungen angepasst. Der Kreis Dili wurde zum Kabupaten (Distrikt) und die Postos zu Kecamatans. Der Posto Dili wurde in die zwei Kecamatans Dili Timur (Ost-Dili) und Dili Barat aufgeteilt. Bis 1999 wurde Dili Barat um das Gebiet von Tasitolu nach Westen hin vergrößert.
Nach der Unabhängigkeit Osttimors wurde Dili Barat mit dem Diploma Ministerial n.° 6/2003 in die Subdistrikte Dom Aleixo und Vera Cruz aufgeteilt.

## Geographie und Gliederung
Dili Barat umfasste den Westen des Stadtgebiets von Dili, mit der Bucht von Dili im Nordwesten und der Straße von Wetar im Norden. Westlich lag der Kecematan Dili Timur. Im Süden grenzte Dili Barat an den Kabupaten Aileu und im Westen an den Kabupaten Liquiçá.
Dili Barat wurde in 21 Desa unterteilt:
| Suco            | nach dem Diploma Ministerial n.° 6/2003 | 2003 Teil vom Subdistrikt |
| --------------- | --------------------------------------- | ------------------------- |
| Suleur          | Comoro                                  | Dom Aleixo                |
| Rai Naca Doco   | Comoro                                  | Dom Aleixo                |
| Malinamoc       | Comoro                                  | Dom Aleixo                |
| Loscabubu       | Comoro                                  | Dom Aleixo                |
| Nazare          | Bairro Pite                             | Dom Aleixo                |
| 12 Novembro     | Bairro Pite                             | Dom Aleixo                |
| Naroman         | Bairro Pite                             | Dom Aleixo                |
| Isolado         | Bairro Pite                             | Dom Aleixo                |
| Moris Dame      | Bairro Pite                             | Dom Aleixo                |
| Baira Mar       | Fatuhada                                | Dom Aleixo                |
| 7 Decembro/Alor | Kampung Alor                            | Dom Aleixo                |
| 20 Maio         | Motael                                  | Dom Aleixo                |
| 28 Novembro     | Colmera                                 | Dom Aleixo                |
| Caicido         | Colmera                                 | Dom Aleixo                |
| Haksolok        | Vila Verde                              | Dom Aleixo                |
| Hanso Hatora    | Vila Verde                              | Dom Aleixo                |
| Bairo Alto      | Lahane Ocidental                        | Vera Cruz                 |
| Alto Hospital   | Lahane Ocidental                        | Vera Cruz                 |
| Mascarenhas     | Mascarenhas                             | Vera Cruz                 |
| Rumbia          | Caicoli                                 | Vera Cruz                 |
| Florestal       | Dare                                    | Vera Cruz                 |

## Sport
1997 trat in der Liga Lorosae ein Verein als Dili Barat an.